# Synchiropus stellatus
Espèce
Le Mandarin étoilé (Synchiropus stellatus) est une espèce de poisson de la famille des Callionymidés et appréciée en aquarium.
Il mesure 6 cm de long, et vit dans les rochers couvert d'algues entre les pâtés coralliens présent de l'Afrique de l'est à l'ouest du Pacifique jusqu'à la grande barrière de corail.